# Tandslet Sogn
Tandslet Sogn (Sønderjysk bzw. Alsisk: Tånslet) ist eine Kirchspielsgemeinde (dänisch Sogn)  in Nordschleswig im südlichen Dänemark. Bis 1970 gehörte sie zur Harde Als Sønder Herred im damaligen Aabenraa-Sønderborg Amt, danach zur Sydals Kommune im damaligen Sønderjyllands Amt, die im Zuge der Kommunalreform zum 1. Januar 2007 in der „neuen“  Sønderborg Kommune in der Region Syddanmark aufgegangen ist.

## Gemeindegebiet
Die im Süden der Insel Als (dt.: Alsen) gelegene Gemeinde Tandslet umfasst gut 20 km². Im Süden stößt sie an das Hørup Hav (dt.: Höruper Haff), einen Nebenarm der Flensburger Außenförde, im Nordosten an den Kleinen Belt. Im Südosten grenzt sie an die Gemeinde Lysabild Sogn (dt.: Lysabbel), im Westen an Hørup Sogn (Hörup) und Ketting Sogn (Ketting), im Norden an Asserballe Sogn (Atzerballig).
Heute leben bei leicht abnehmender Tendenz 1062 Menschen in der Gemeinde, davon 625 im Ort Tandslet selbst (Stand 1. Januar 2023).

## Geschichte

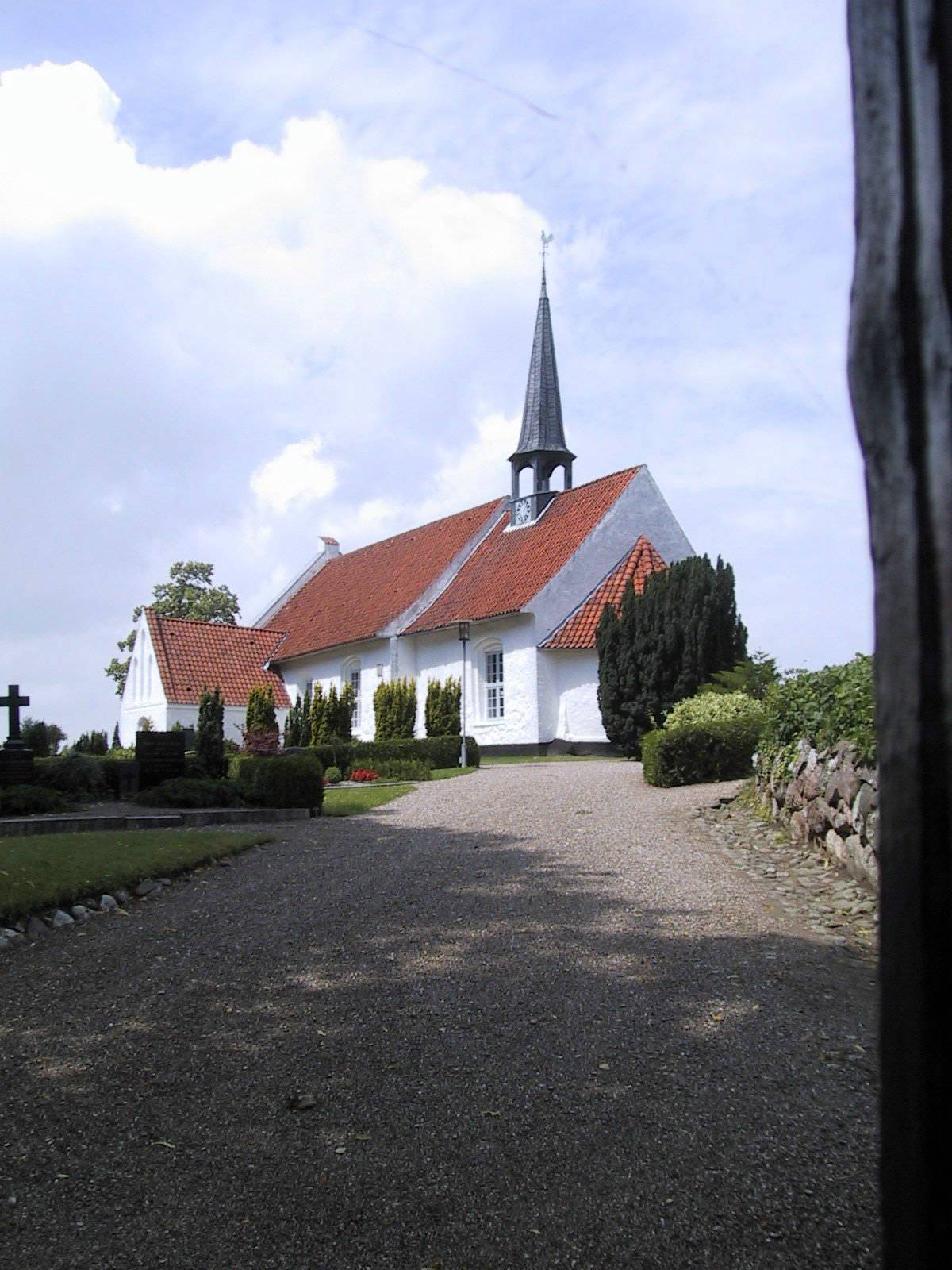
Die Kirche von Tandslet auf Alsen

Im Mittelalter zählte Tandslet zur Harde Als Sønder Herred (dt.: Alsinger Süderharde) im Sonderburger Lehnsdistrikt innerhalb des Herzogtums Schleswig. Einzelne Höfe fielen an adelige Güter, und der Hof Tandsgårde (dt.: Tandsgaard) war zeitweise selbst ein allerdings kleines adeliges Gut. 1564/71 fiel das Gebiet an Herzog Johann den Jüngeren. Dieser kaufte nach und nach alle adeligen Besitzungen auf. Tandslet wurde größtenteils unter das herzögliche Lehnsgut Gammelgård (dt.: Gammelgaard, Haupthof in der Gemeinde Asserballe) gelegt, Lebøl (dt.: Lebüll) im Süden jedoch unter das Lehnsgut Majbølgård (dt.: Maibüllgaard, Haupthof in der Gemeinde Hørup). Nach dem Konkurs des Sonderburger Herzogs 1667 wurde das Gebiet wieder königlich.
1756 und 1764 kamen weite Teile der Als Sønder Herred in den Besitz der Herzöge von Augustenborg (dt.: Augustenburg), einer nicht gefürsteten Sonderburger Nebenlinie. Gammelgård und Majbølgård wurden faktisch als Adelsgüter geführt. Ersteres hatte ein eigenes Thinggericht, letzteres gehörte zum Gerichtsbezirk der südlichen augustenborgischen Güter. Da der Augustenborger Herzog Christian August nach dem Krieg von 1848–50 das Land verlassen und seine Besitzungen an den dänischen König veräußern musste, wurde der Besitz wieder in das königliche  Sønderborg Amt eingegliedert.
Im Krieg von 1864 wurde das Herzogtum Schleswig von Preußen und Österreich erobert und drei Jahre später gemeinsam mit Holstein von Preußen annektiert. Die Ämter Sønderborg und Nordborg (dt.: Norburg) (ohne Ærø) wurden zum Kreis Sonderburg zusammengefasst. Tandslet lag zunächst unter dem Augustenborger, ab 1871 unter dem Sonderburger Amtsgericht. Bis 1889 stand die Gemeinde zudem unter der Polizeiaufsicht der Augustenborger Hardesvogtei, ab diesem Zeitpunkt dann bildete sie einen eigenen Amtsbezirk. Politisch wurde Tandslet in die Landgemeinden Erteberg, Jestrup, Lebüll, Ober-Tandslet und Nieder-Tandslet geteilt, doch schon 1873 wurde Jestrup nach Erteberg eingemeindet, und Ober- und Nieder-Tandslet vereinigt.
Bei der Volksabstimmung über die nationale Zugehörigkeit am 10. Februar 1920 stimmten 90 % der Bewohner für Dänemark und nur 10 % für Deutschland. Der Kreis Sonderburg wurde in ein dänisches Amt umgewandelt und Tandslet wieder zu einer eigenen Kirchspielsgemeinde zusammengefasst.
1970 wurden die Südalser Gemeinden zur Sydals Kommune (dt. etwa: Kommune Südalsen) zusammengefasst, die ihrerseits 2007 in der Sønderborg Kommune aufgegangen ist.

## Wirtschaft und Verkehr
Die Gemeinde ist landwirtschaftlich geprägt, der Auspendleranteil nach Sønderborg und Nordborg (Danfoss) ist hoch. Die Gemeinde liegt abseits der Hauptstraße der Insel an der Nebenstraße zum Hafen Mommark (dt.: Mummark).
Tandslet war ab 1898 an die schmalspurige Alsener Kreisbahn angeschlossen. Als einzige Strecke auf Als wurde die Verbindung Sønderborg–Mommark nach der Stilllegung des Restbetriebs 1933 vollspurig ausgebaut, so dass Tandslet seine beiden Bahnhöfe behielt. Am 27. Mai 1962 wurde diese Verbindung eingestellt.

## Sehenswürdigkeiten
In Tandslet befindet sich mit dem Transformatormuseum Tandslet eines der kleinsten Museen Dänemarks.